# Arnold Lang
Ne doit pas être confondu avec le zoologiste suédois Karl Georg Herman Lang (1901 - 1976) spécialiste des crustacés et avec le géologue britannique William Dickson Lang (1878 – 1966).
Pour les articles homonymes, voir Lang.
Arnold Lang (né à Oftringen en Suisse le 18 juin 1855 et mort à Zurich en Suisse le 30 novembre 1914) est un biologiste et un zoologiste suisse.

## Biographie

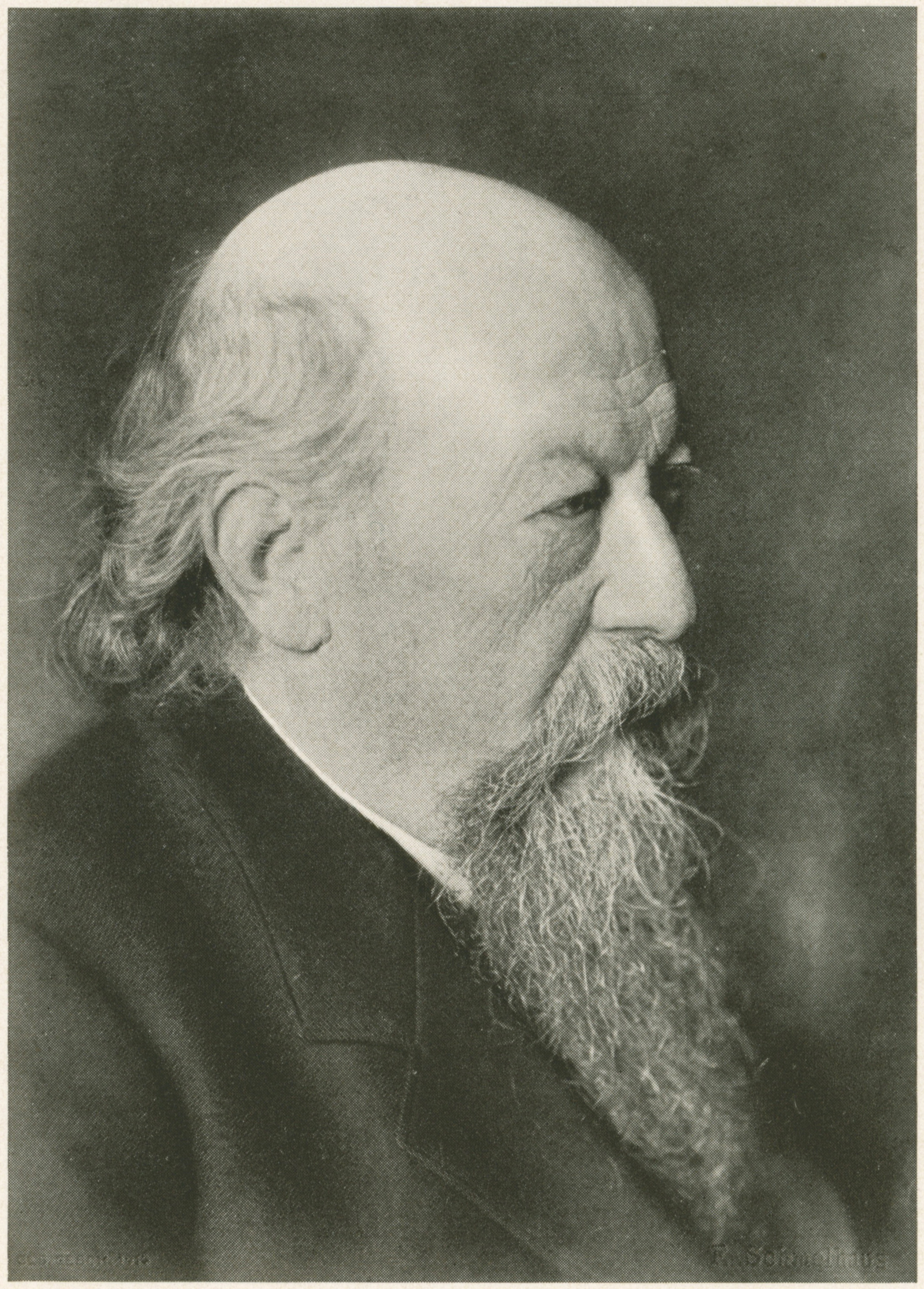
Arnold Lang

Arnold Lang, fils d'Adolf Lang et de Rosina Zürcher,, benjamin des cinq enfants de cette famille de fabricants de textile d'Argovie, est né le 18 juin 1855 à Oftringen en Suisse.
Après avoir fréquenté l'école primaire à Oftringen de 1861 à 1867, l'école de district à Aarburg de 1870 à 1873 et le lycée à Aarau, il entame en 1873, un an avant la Maturité gymnasiale en Suisse, la procédure d'admission à l'Université de Genève pour y étudier la botanique et la zoologie, sur la recommandation du professeur de zoologie Carl Vogt. Profondément impressionné par la lecture de la "Morphologie générale" d'Ernst Haeckel, premier défenseur du darwinisme dans le monde germanophone, il poursuit ses études en 1874 à l'Université d'Iéna.
Après un séjour à l'automne 1874 à Hambourg et dans l'île de la mer du Nord de Wangerooge et au printemps 1875 à Nice, il obtient son Doctorat en mars 1876 et est habilité en mai de la même année comme professeur de zoologie à l'Université de Berne.
De 1878 à 1885, il explore la faune du golfe napolitain basé à la station zoologique de Naples où il se lie d'amitié avec son directeur et fondateur Anton Dohrn.
De 1885 à 1889, il travaille avec Ernst Haeckel et Eduard Adolf Strasburger à l'Université d'Iéna et à partir de 1886 il est le premier titulaire de la chaire de zoologie phylogénétique de la fondation Paul von Ritter.
Il se marie en 1887 avec Jeanne Mathilde Bacherlin originaire d'Auvernier dans le canton de Neuchâtel dont il aura trois enfants, un fils et deux filles.
En 1889, il accepte les postes de professeur titulaire de zoologie et d’anatomie comparée et de directeur des collections zoologiques de l’Université de Zurich et de l’École polytechnique fédérale,. Arnold Lang a réformé les cours de zoologie en mettant sur pied un laboratoire et des cours pratiques. En tant que recteur de l'université de 1898 à 1900, il a planifié et dirigé la construction de nouveaux bâtiments. Il a également fondé une assurance accident universitaire pour les étudiants, les assistants et les retraités ainsi qu’une caisse pour les veuves et orphelins de professeurs. 
Il devient membre de la Société royale des sciences d'Uppsala en 1901 et de l’Académie royale des sciences de Suède en 1910. Il était également membre de la Société des médecins et des naturalistes de Iași (Roumanie) et de l'Académie des sciences naturelles de Philadelphie. Il est fait docteur honoris causa de l'École polytechnique fédérale de Zurich et de l'université de Zurich en 1914.
Déjà malade du cœur, il succombe d'un malaise cardiaque, le 30 novembre 1914,,.

## Œuvre
Sur le conseil d'Haeckel il traduit en allemand en 1876 la Philosophie Zoologique de Jean-Baptiste de Lamarck (1744-1829), qui, des décennies avant Darwin, avait développé une théorie de l'évolution selon laquelle les êtres vivants transmettaient à leur progéniture des traits acquis individuellement.
Sur la base de ses travaux réalisés à Naples, il publie en 1884 sa grande monographie sur les vers marins, Die Polycladen (Polycladida), point culminant de ses travaux de recherche anatomique et embryologique comparative. Il s'est principalement intéressé aux embranchements des Annelida et des Plathelminthes et à la classe des Turbellaria dont il étudie la structure et la fonction du système nerveux.
De retour à Iéna, il débute en 1888 la rédaction de l'une de ses autres œuvres majeures, Le traité d'anatomie comparée des invertébrés, qu'il achève à Zurich en 1894 et qu'il traduit en français et en anglais. À partir de 1912, il le publie en collaboration avec de nombreux zoologistes sous une forme élargie avec pour titre le "Manuel des invertébrés". À partir de la fin du XIXe siècle, il se consacre principalement à l'hérédité expérimentale. Il publie en 1914 le premier volume de son ouvrage de référence complet "L'hérédité expérimentale en zoologie depuis 1900", la seconde moitié demeurant un manuscrit inachevé.
Les archives universitaires de l'ETH Zurich abritent un vaste dossier sur Arnold Lang comprenant une collection bibliographique, des informations sur sa vie et son travail, des lettres et des dessins originaux.
Il fut le directeur de thèse d'Adolf Naef et eut pour étudiants le zoologue suisse Karl Hescheler, la biologiste américaine Lilian Vaughan Morgan, la biologiste norvégienne Kristine Bonnevie, la zoologiste norvégienne Emily Arnesen et le philosophe Heinrich Schmidt

### Liste d'ouvrages
- Lang, A. 1884. Die Polycladen (Seeplanarien) des Golfes von Neapel und der angrenzenden Meeresabschnitte. Fauna und Flora des Golfes von Neaple, Monogr. 11, W. Engelmann, Leipzig, 668 pages. (Atlas, Partie 1, Partie 2)
- Lang, A. 1888-1894. Lehrbuch der vergleichenden Anatomie der wirbellosen Thiere, 2 Tomes.
- Lang, A. 1903. Beitrag zu einer Trophocöltheorie.
- Lang, A. 1914. Die experimentelle Vererbungslehre in der Zoologie seit 1900.

### Héritage naturaliste
Au cours de ses travaux sur les Plathelminthes, Arnold Lang a décrit et nommé plusieurs ordres, sous-ordres, familles, genres et espèces de vers plats.
Il a notamment subdivisé l’ordre des Polycladida en deux sous-ordres, le sous-ordre des Acotylea et le sous-ordre des Cotylea, en se basant sur l’absence ou la présence d’une ventouse derrière le pore génital femelle.
- Ordre des Polycladida Lang, 1884
- Ordre des Tricladida Lang, 1884

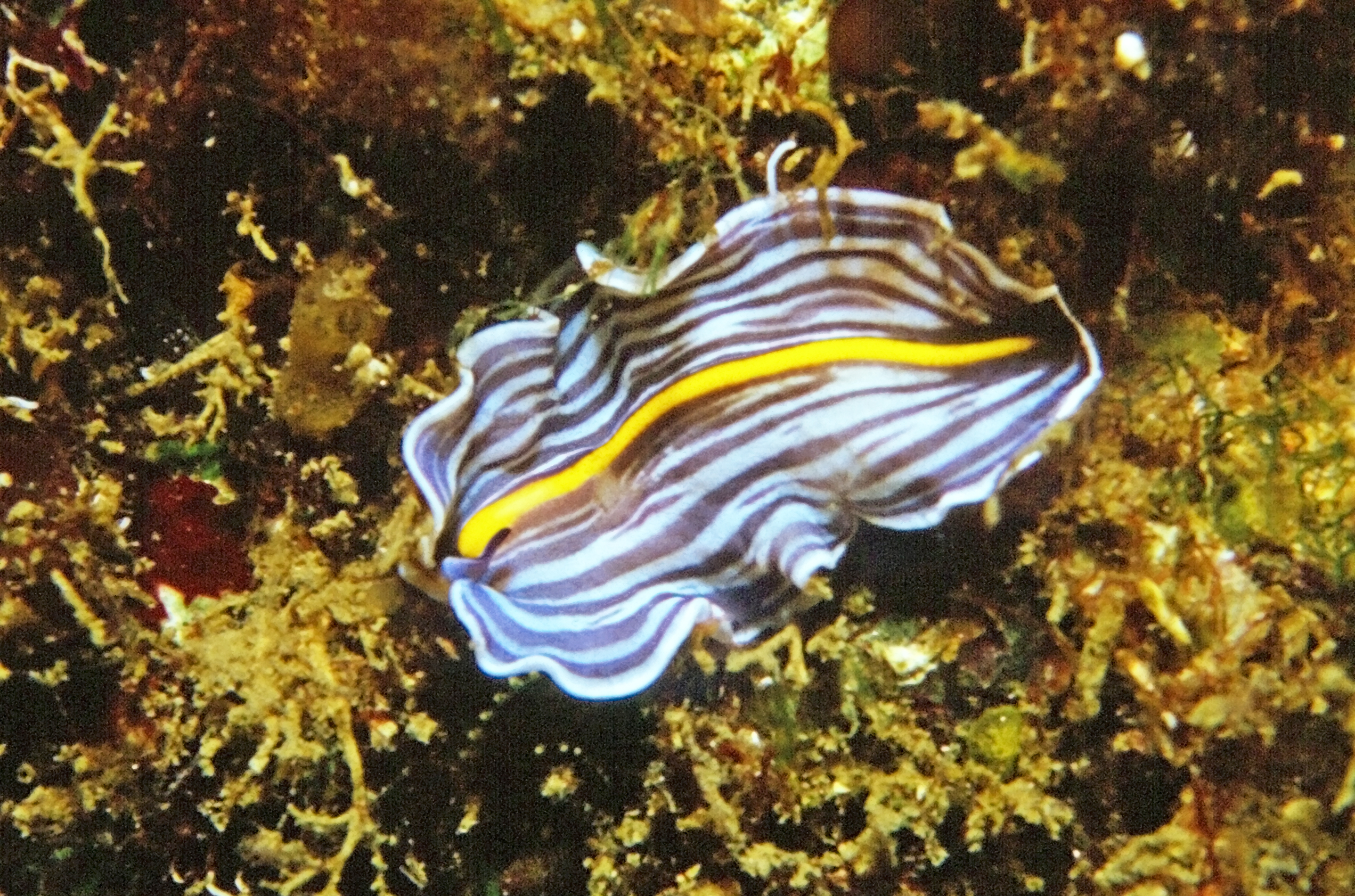
Prostheceraeus giesbrechtii Lang, 1884

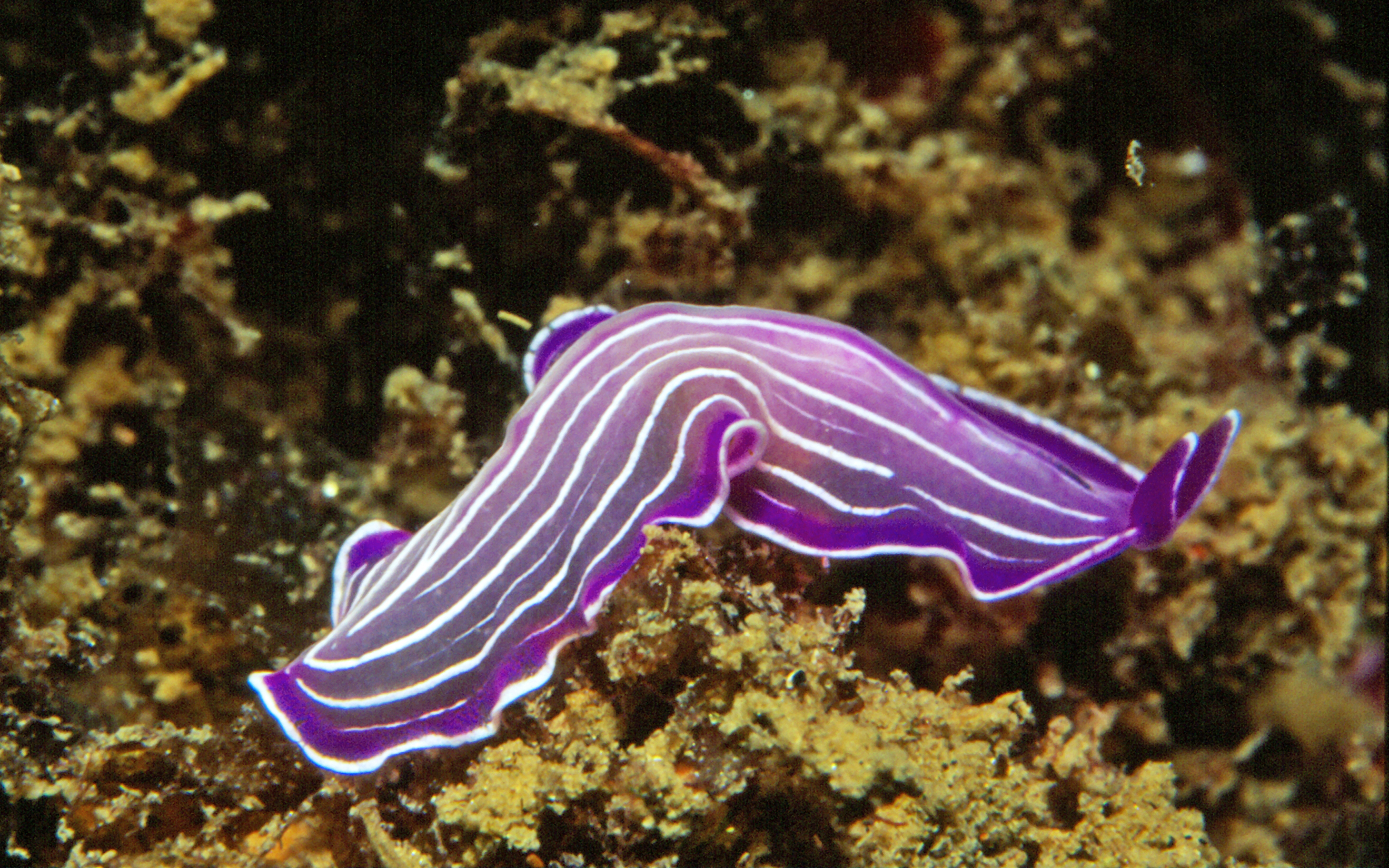
Prostheceraeus roseus Lang, 1884

- sous-ordre des Acotylea Lang, 1884
- sous-ordre Cotylea Lang, 1884
- famille des Anonymidae Lang, 1884
- famille des Cestoplanidae Lang, 1884
- famille des Euryleptidae Lang, 1884
- famille des Planoceridae Lang, 1884
- famille des Prosthiostomidae Lang, 1884
- famille des Pseudocerotidae Lang, 1884
- genre Anonymus Lang, 1884
- genre Cestoplana Lang, 1884
- genre Cryptocelis Lang, 1884
- genre Cycloporus Lang, 1884
- genre Oligocladus Lang, 1884
- genre Pseudoceros Lang, 1884
- genre Stylostomum Lang, 1884
- genre Trigonoporus Lang, 1884
- genre Yungia Lang, 1884
- Acerotisa inconspicua (Lang, 1884)
- Anonymus virilis Lang, 1884
- Cestoplana faraglionensis Lang, 1884
- Comoplana agilis (Lang, 1884)
- Cryptocelis compacta Lang, 1884
- Gastroblasta raffaelei Lang, 1886[16]
- Haploplana insignis (Lang, 1884)
- Haploplana papillosa (Lang, 1884)
- Haploplana villosa (Lang, 1884)
- Leptoplana moseleyi Lang, 1884
- Oligocladus sanguinolentus Lang, 1884
- Planocera graffi Lang, 1879[17]
- Prostheceraeus albicinctus Lang, 1884
- Prostheceraeus giesbrechtii Lang, 1884
- Prostheceraeus moseleyi Lang, 1884
- Prostheceraeus pseudolimax Lang, 1884
- Prostheceraeus roseus Lang, 1884
- Prostheceraeus rubropunctatus Lang, 1884
- Prosthiostomum dohrni Lang, 1884
- Pseudobiceros splendidus (Lang, 1884)
- Pseudoceros maximum Lang, 1884
- Pseudoceros maximus-type A Lang, 1884
- Stylochus plessissii Lang, 1884
- Trigonoporus cephalophthalmus Lang, 1884

### Hommages
Rendant hommage à son travail, certains auteurs ont nommé en son honneur des espèces de vers plats avec l’épithète langi.
- Acerotisa langi (Heath & McGregor, 1912)[18]
- Discocelides langi Bergendal, 1893[19]
- Monobiceros langi Faubel, 1984[20]
- Paraplanocera langi (Laidlaw, 1902)
- Thysanozoon langi Stummer-Traunfels, 1895

Une vésicule située en arrière des organes génitaux des vers plats est appelée vésicule de Lang,.